# Opération Jupiter
Seconde Guerre mondiale
Batailles
Opérations de débarquement (Neptune)
- Tonga (Deadstick, Batterie de Merville)
- Albany (Chicago, Manoir de Brécourt)
- Boston (Detroit)
- Utah Beach
- Omaha Beach (Pointe du Hoc)
- Gold Beach
- Juno Beach
- Sword Beach

Secteur anglo-canadien
- Caen
- Authie
- Perch (Villers-Bocage)
- Putot
- Bretteville-l'Orgueilleuse
- Norrey
- Mesnil-Patry
- Martlet
- Epsom
- Windsor
- Charnwood
- Jupiter
- Atlantic
- Goodwood
- Crête de Verrières
- Spring
- Bluecoat
- Totalize
- Tractable

Secteur américain
- Carentan
- Cotentin
- Cherbourg (Bombardement)
- Bataille des Haies (Elle, Saint-Lô, La Haye-du-Puits)
- Cobra
- Mortain

Fin de la bataille de Normandie et libération de l'Ouest
- Rennes
- Saint-Malo
- Brest
- Poche de Falaise
- Chambois
- Paris

Mémoire et commémorations
- Cimetières militaires de la bataille de Normandie
- Commémorations du 70e anniversaire
- Projet UNESCO de classement des plages

L'opération Jupiter  est le nom donné à une offensive militaire britannique de la bataille de Normandie qui eut lieu les 10 et 11 juillet 1944 au niveau de la cote 112 (en anglais : Hill 112). Ce point géographique est en fait une petite hauteur, à approximativement 10 km au sud-ouest de Caen, près d'Esquay-Notre-Dame, juste au-dessus d'une jonction routière (D8).

## Forces
Le contingent britannique comprenait les hommes de la 49th Polar Bear Division, les 15th Scottish, 4th DorsetShire, 11th Armoured, 43rd Wessex, 53rd Welsh, 7th Armoured et 9th Armoured RTR ainsi que de nombreuses autres unités soit au total plus de 63 000 hommes sur une période de plus de sept semaines. 

## Stratégie
Cette opération a pour but de réussir là où l'Opération Epsom a échoué, c'est-à-dire : prendre définitivement la cote 112 afin de contrôler toute attaque des troupes allemandes. La prise de ce point clé du terrain permet également d’assurer la progression des Alliés entre les deux rivières Orne et Odon, à l’ouest de Caen. 
Le 8e corps britannique, commandé par le général O’Connor, est le fer de lance de cette attaque.

## Lourdes pertes

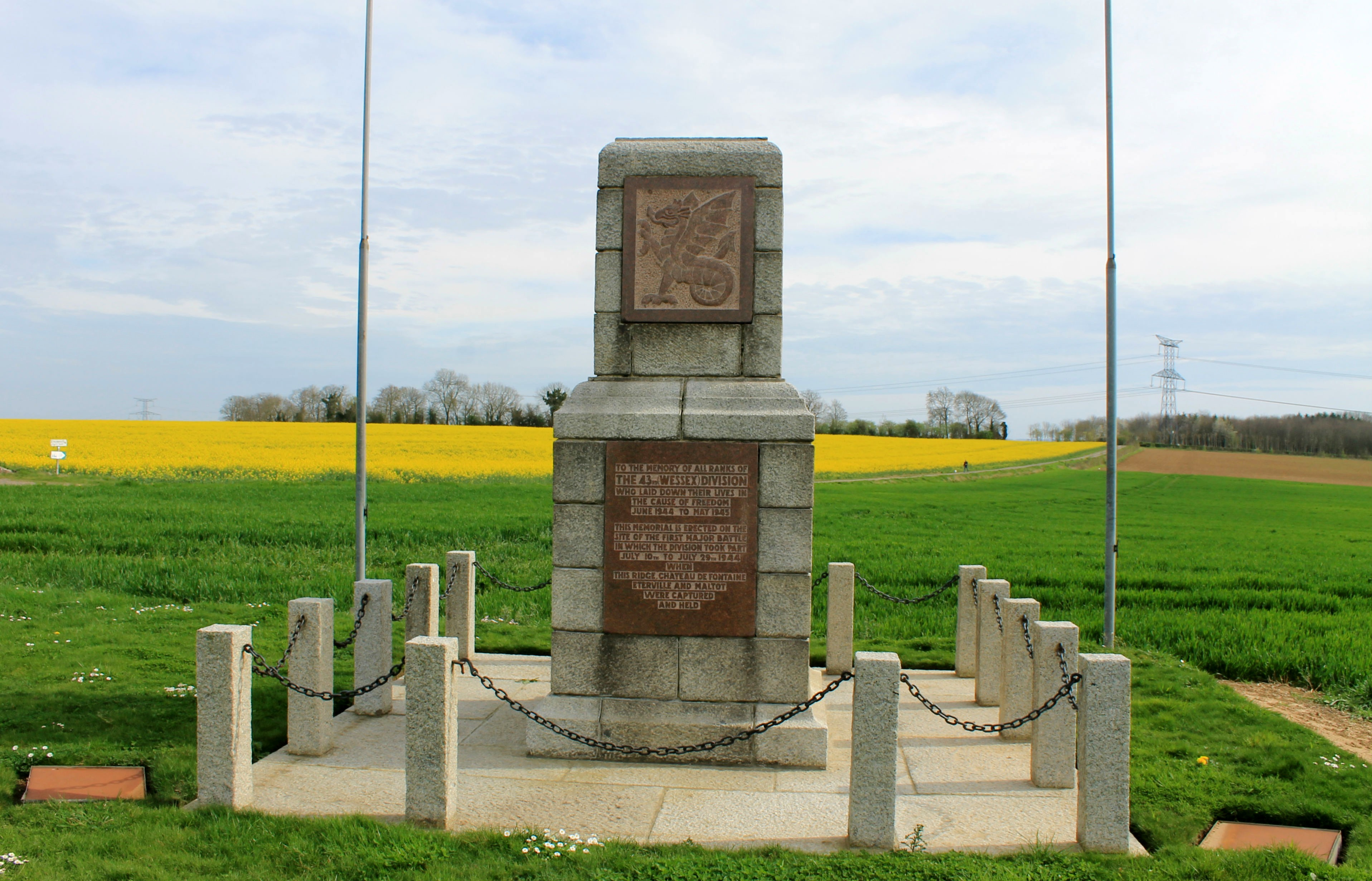
Le mémorial à Esquay-Notre-Dame.

Ce n'est qu'après de farouches combats pour prendre Éterville, que les Anglais du 4th Dorsetshire parvinrent enfin à percer le front allemand ; en parallèle, l'assaut en direction de la cote 112 plus au sud, obligea les Allemands à se retirer face au déluge de feu. 
Ainsi, la 43e division d’infanterie Wessex attaqua ensuite Maltot toujours au prix de lourdes pertes puis avança à « travers champs » en direction de la colline. Les Anglais furent mitraillés dans les champs de blé sans protection, de la même manière que durant la bataille de la Somme. En fin de journée, les soldats alliés purent tout de même prendre position sur la cote 112, mais leur effectif était réduit. 
Le 11 juillet, une contre attaque de la 10e division SS Frundsberg et des Jeunesses hitlériennes obligea les régiments écossais appuyés seulement par des chars Churchill, à reculer. L'opération fut un nouvel échec.
Les pertes britanniques s'élevèrent à environ 2 000 tués, blessés et disparus.
La cote 112 resta aux mains des Allemands. Ce point stratégique important pour la bataille de Caen est aujourd'hui marqué par un mémorial composé d'un char Churchill et d'un site dédié au 43e régiment anglais du Wessex qui rappellent ces combats.